# Acide 2-aminoisobutyrique
L'acide 2-aminoisobutyrique, également appelé acide α-aminoisobutyrique, α-méthylalanine ou encore 2-méthylalanine, est un acide aminé non protéinogène assez rare qu'on trouve dans certains peptides non ribosomiques et antibiotiques d'origine fongique tels que l'alaméthicine (en) et certains lantibiotiques (en), ces derniers résultant de modifications post-traductionnelles de protéines synthétisées sur des ribosomes. Lorsqu'il est incorporé à un polypeptide, il induit fortement la formation d'une hélice α.
Au laboratoire, l'acide 2-aminoisobutyrique peut être préparé par réaction d'ammoniac sur de la cyanhydrine d'acétone suivie d'une hydrolyse :

Synthèse de l'acide 2-aminoisobutyrique.